# 古籍印刷通用字规范字形表
《古籍印刷通用字规范字形表》（GB/Z 40637-2021）是中华人民共和国国家市场监督管理总局联合中国国家标准化管理委员会發布的国家标准，在其標準分類中，屬於指導性標準，不具有強制性。該標準是作為古籍數位化和繁體版現代書刊出版印刷的依循規範，由中華人民共和國教育部和國家語言文字工作委員會委託北京师范大学文學院、商务印书馆和中华书局共同研制。
该标准源自2015年至2019年的國家社會科學基金重大項目「基於國際化、標準化的古籍印刷通用字字形規範研究」，是以《辭源》收字作為工作基礎展開研究。《古籍印刷通用字規範字形表》在2021年10月11日發布，於2022年5月1日開始實施。該表收字14250個，並給出了每個文字在国际编码字符集ISO/IEC 10646中的码位，以便古籍和繁體中文書籍錄入使用。

## 字形标准
《古籍印刷通用字规范字形表》采用的字形，既不同于传统宋/明体体现的传承字形（在中国内地俗称旧字形），也不同于经《印刷通用汉字字形表》至《通用规范汉字表》等文件规范的印刷字形（俗称新字形）。有人认为它接近《辞源》或商务印书馆早期教科书的审定标准。

## 字体及输入法
因为Unicode的汉字认同原则，依据其他标准的汉字字体不能完全符合《古籍印刷通用字规范字形表》。目前已有依据该标准制作的源古黑体、源古宋体（改造自思源黑体及思源宋体），以及Rime输入法方案。

## 外部鏈接
- 標準全文查看 （页面存档备份，存于）
- 古籍印刷通用字规范字形表-编制说明 （页面存档备份，存于）